# Carolinakreek
Carolinakreek is een kleine rivier (kreek) met zwart-gekleurd water in het Surinaamse district Para.
De Carolinakreek is samen met de Buffelskreek de belangrijkste zijrivier van de Para. Langs de kreek bevond zich in de 18e en 19e eeuw de plantage L'Inquietude van 1062 akkers groot, die diende als houtgrond.
Aan de Krakaweg ligt op de kruising van de kreek met de Weg naar Kraka (Krakaweg), vanaf Cabendadorp, een recreatieoord met de naam Carolinakreek. Hier is een verwijding van de rivier wat het geschikt maakt als klein zwemmeertje. Ook bevindt zich hier nabij het Jungle Camp Carolina.